# Norrbottens flora
Norrbottens flora är den mångfald växter som finns i landskapet Norrbotten, i Sveriges nordöstra hörn. Växtligheten beror på klimat och geologi, inklusive påverkan från inlandsisen och den efterföljande landhöjningen. Men  också på inverkan från människor (genom jord- och skogsbruk, bebyggelse, vägar, vattenkraft mm). Växtligheten är likartad i merparten av landskapet, men kustområdet skiljer sig förstås från skogsområden och bergsområden och det finns också viss skillnad mellan växtligheten i norr, söder, öst och väst. Skogarna är hårt utnyttjade av skogsindustrin och några urskogsområden finns inte längre kvar. Det är företrädesvis blandskogar på svallad, blockrik, morän med tonvikt på gran. Föreningen Norrbottens flora har under 1990-talet genomfört en stor inventering och bland annat funnit ett åttiotal växter med jämn och rik utbredning i hela landskapet. De tio vanligaste växterna enligt denna kartläggning är: mjölkört, tall, lingon, glasbjörk, rönn, blåbär, kråkklöver, skogsstjärna, gullris och rödven. "Invandrare" av växter från öster är av naturliga skäl mer påtaglig i Norrbotten än i andra landskap. Österifrån kommer bland annat stor igelknopp, nordstarr, hänggräs, jordranunkel och mandelpil. Nämnas kan också åkerbär, som är Norrbottens landskapsblomma, samt att det finns hela 147 arter av maskrosor i landskapet.

## Klimat
I Norrbotten är vintern lång och lokalt kan det bli riktigt kallt, våren är däremot kort och den korta sommaren är ofta solrik. Landskapet har även ett inlandsklimat och påverkas av ostliga vindar från öster.

## Botanisk historik

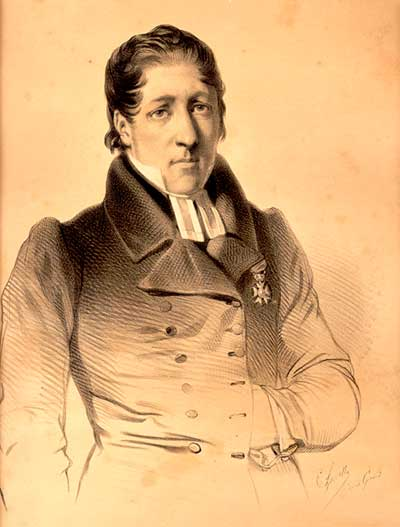
Lars Levi Læstadius

Den första större utforskningen gjordes av prästen Lars Levi Læstadius (1800–1861). Samuel Liljeblads 161 bevarade herbarieark från sin resa år 1788 kan också nämnas, men då samtliga har etiketten “Västerbotten” går det inte att avgöra vilka som är tagna från Norrbottens nuvarande gränser. Andra tidiga Norrbottensbotanister som kan nämnas är Axel N. Lundström (1847–1905), Carl Håkansson (1836–1890) och Herman Svenonius (1879–1946). Den senare var lärare i Luleå och gav ut en flora över Nederluleå socken år 1925. Därefter var det tunnsått med botaniska utforskningar ända till 1989, då det omfattande projektet att inventera Norrbottens flora inleddes.

## Skogar och myrar
Norrbotten består till största delen av vidsträckta skogsområden, men skogen är hårt utnyttjad av skogsindustrin och några urskogar finns inte längre kvar.  Däremot finns gott om myrar. I norr finns aapa-myrarna och söderut dominerar den skogbeväxta typen. 

## Kust- och skärgård
Floran i Norrbottens kust- och skärgårdsområden påverkas starkt av den snabba landhöjningen. Floran påverkas också av Bottenvikens salinitet som generellt sett är låg, men med stor lokal variation beroende på havsströmmar och inflöde från älvarnas sötvatten. Skärgårdarna är unika på grund av det bräckta vattnet. Öarna är låga, kala och sandiga, men det finns också skogbeklädda öar och klipphälls-öar. Mest typiskt är dock de långgrunda och steniga stränderna, där det dock är svårt för flertalet växter att breda ut sig. Skärgårdarna i Norrbotten är uppkallade efter de största tätorterna efter kusten, såsom Pite skärgård, Lule skärgård, Kalix skärgård och Haparanda skärgård.

## Landhöjningen och hybriderna
Landhöjningen i Norrbotten är snabb, omkring en meter på 110 år, vilket kan förmodas gynna hybriderna och dess överlevnad. Omkring tio procent av landskapets växter är hybrider. Vanligast är korsningarna mellan svartvide och grönvide samt grönvide och ängsvide. Bägge dessa hybrider är fullt fertila, vilket dessutom aktualiserar frågan om vad som är en art.

## Vanligt förekommande växter

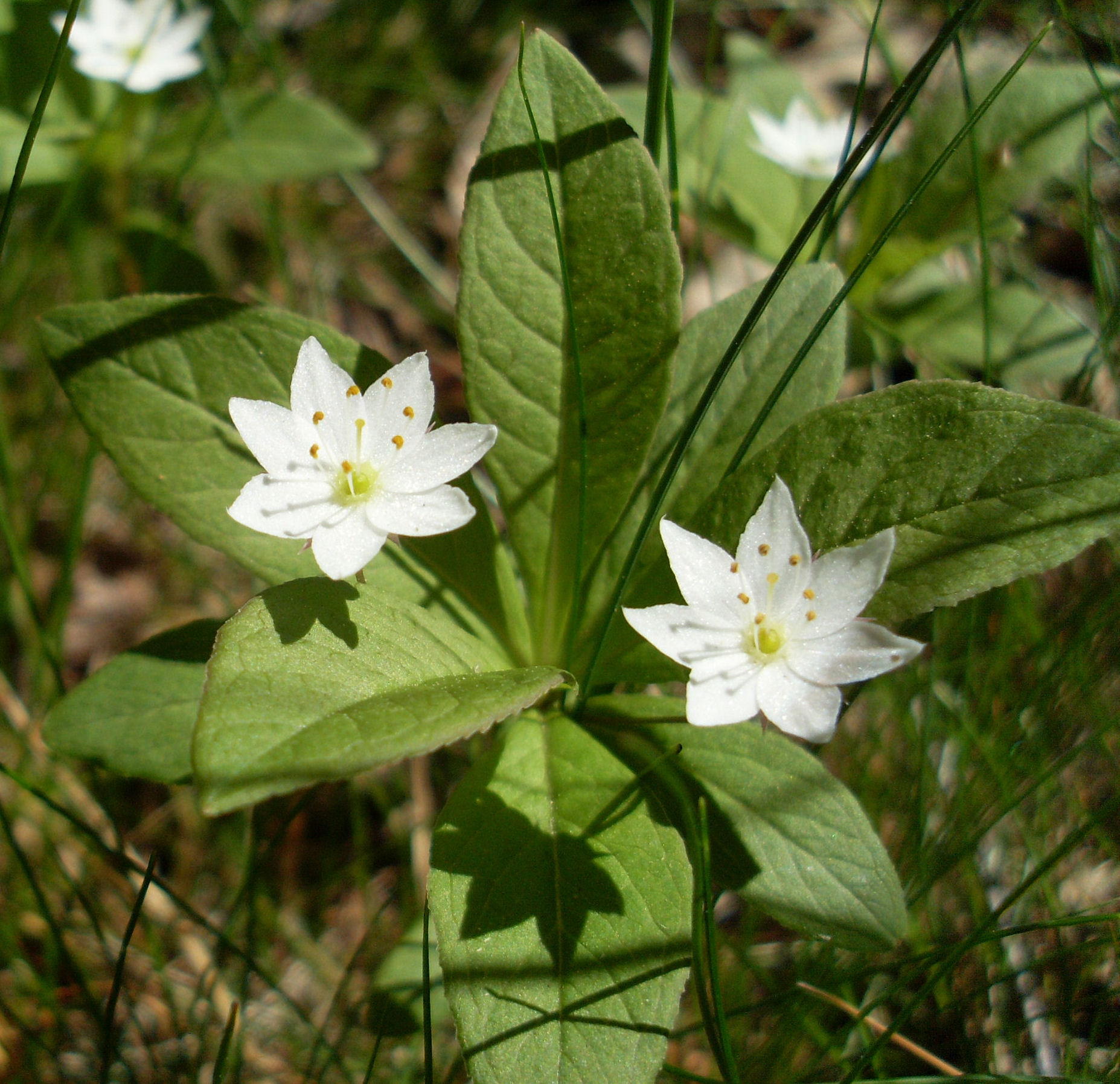
Skogsstjärna
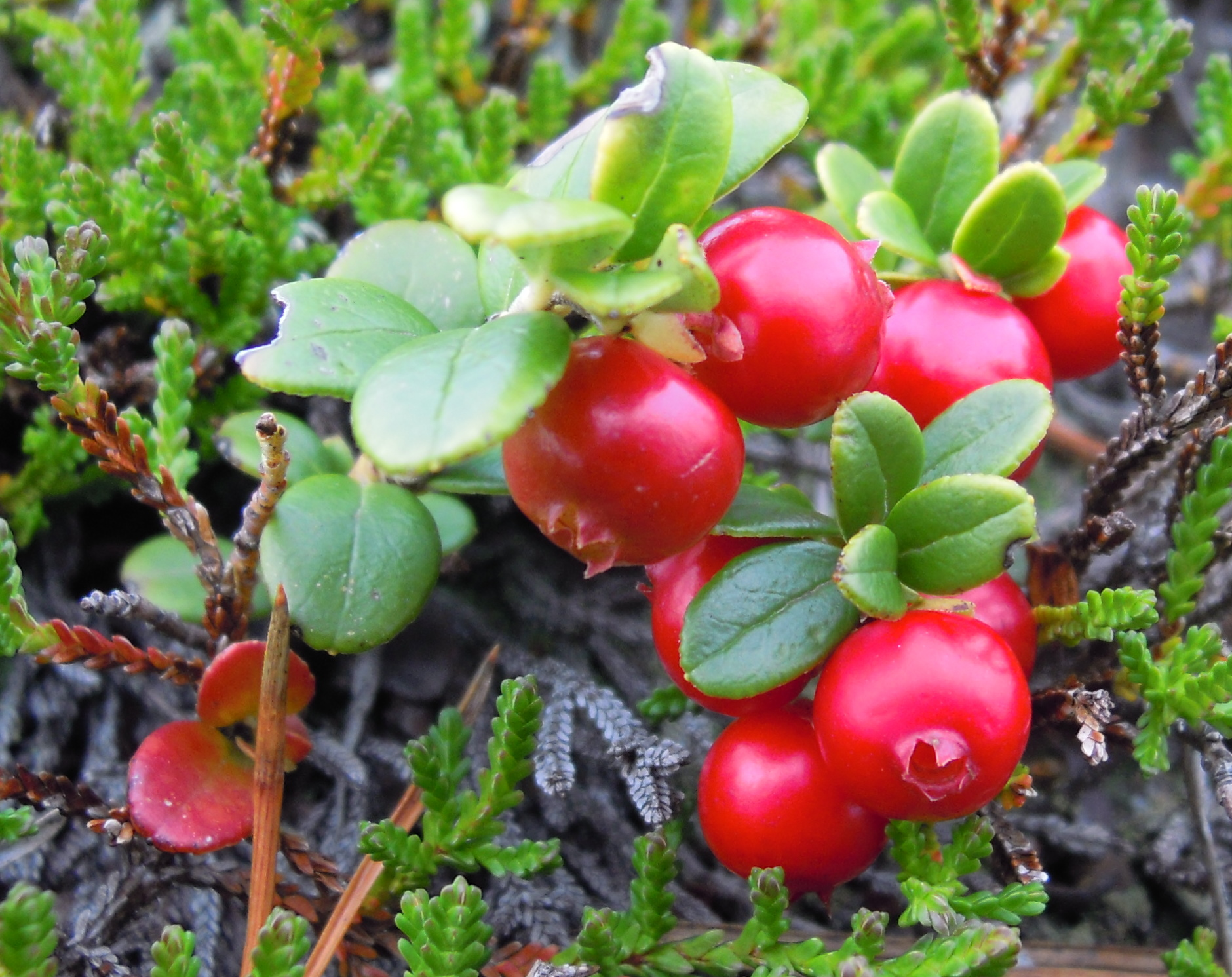
Lingon
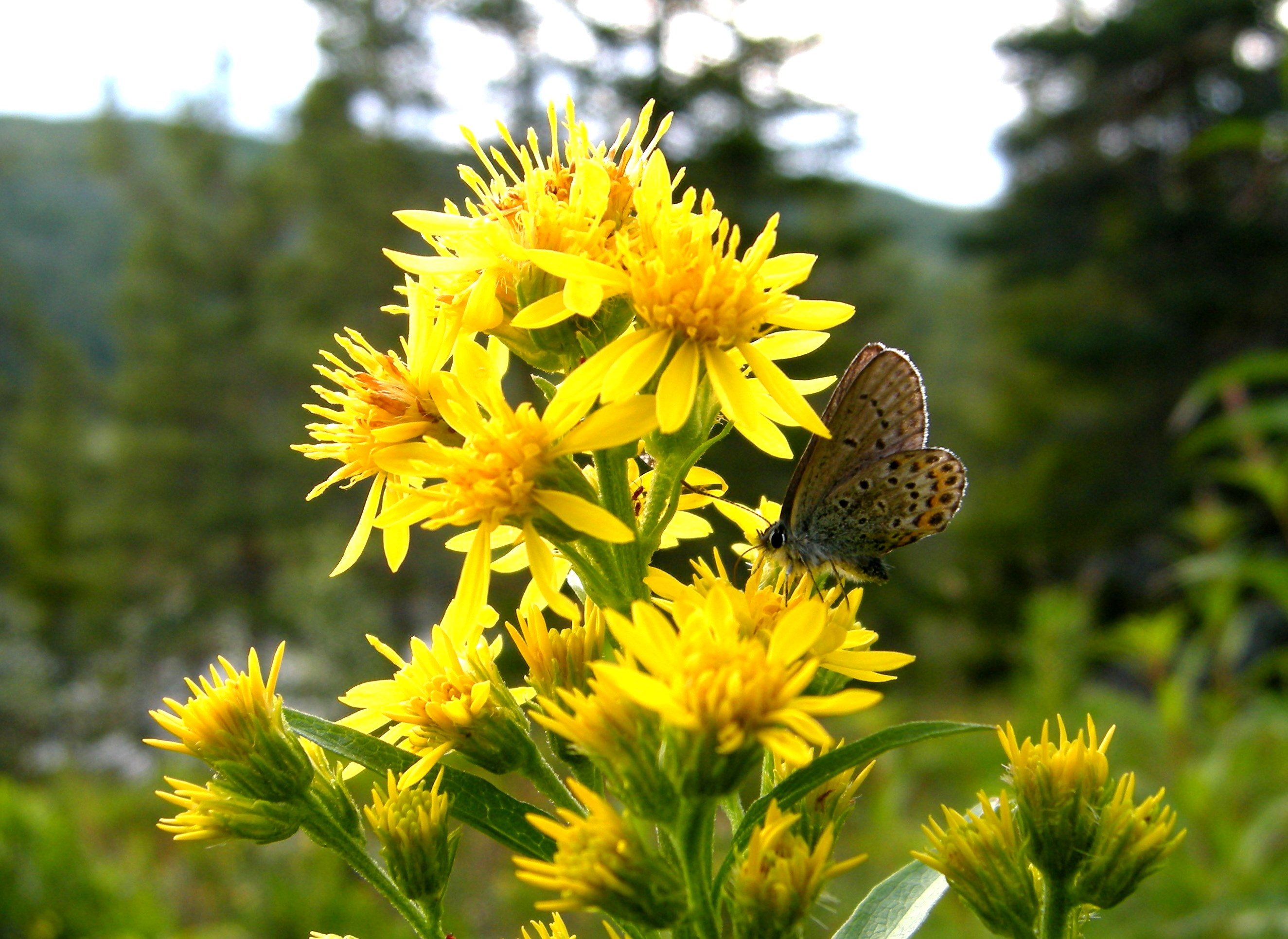
Gullris
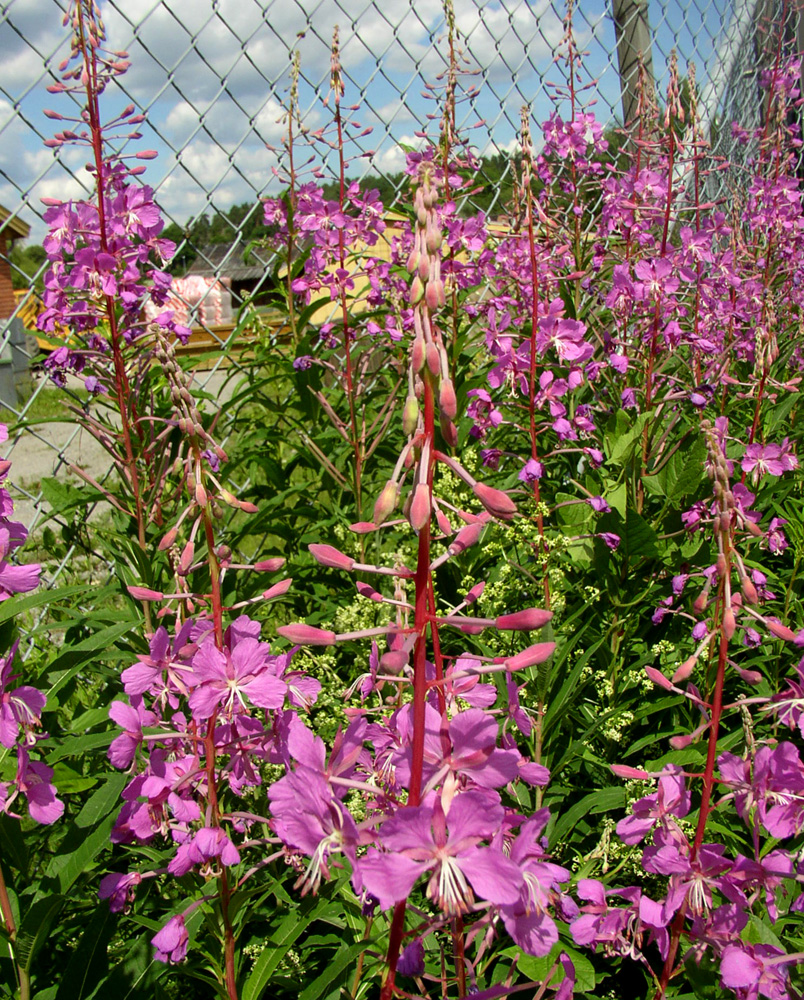
Mjölkört